# La Fuente de la Gracia
La Fuente de la Gracia, también conocida como La Fuente de la Vida y en el siglo XIX como El triunfo de la Iglesia sobre la Sinagoga, es una pintura al óleo sobre tabla de roble del taller de Jan van Eyck.
Obra que, por su estilo, ha de adscribirse a los mal llamados primitivos flamencos, tanto la autoría como la fecha de ejecución han sido muy debatidas. La primera mención a la tabla se encuentra en el libro becerro del monasterio de El Parral de Segovia, en una anotación sin fecha en la que se recoge su entrega por el rey Enrique IV de Castilla, donación que ha de fijarse, por tanto, entre 1447, fecha de fundación del cenobio, y 1474, año de la muerte del rey. No vuelve a ser citada la pintura hasta la desamortización de los bienes eclesiásticos y su nacionalización en 1836. En ese año el pintor José Castelaro la desencastró del muro de la sacristía en que se encontraba y por su dictamen fue trasladada en 1838 a la Real Academia de Bellas Artes de San Fernando, de donde pasó en 1845 al Museo de la Trinidad y en 1874, al unificarse ambos museos, al Museo del Prado, donde se conserva.
El soporte está formado por cinco tablas unidas a arista viva con formato rectangular, al que posteriormente se añadió una estrecha extensión de 52 cm de alto rematada en medio punto para pintar en ella el pináculo. El estudio dendrocronológico de la madera indica que el anillo más reciente es de 1403, por lo que pudo ser utilizada a partir de 1411. Los materiales empleados son los propios de la pintura flamenca, con una preparación a base de blanco de creta, en lugar del yeso usado en España. Los pigmentos empleados son de gran calidad, lo que ha permitido que la pintura llegue en excelente estado de conservación, con solo algún craquelado en el cielo. Destaca el empleo de una base de azurita y albayalde seguida de otra de acabado con azul ultramar y laca con polvo de vidrio molido para las veladuras rojas.
Los análisis técnicos desvelan la presencia de un dibujo previo aplicado a pincel y muy elaborado, sobre el que se hicieron numerosas modificaciones en la fase de aplicación del color, lo que prueba que la obra no es copia de otra anterior.
Dato significativo es que muchos de aquellos detalles del dibujo subyacente que quedaron sin trasladar a la fase pictórica eran en muchos aspectos más pormenorizados que la imagen final. Se aprecia, por ejemplo, en la simplificación de las filacterias e inscripciones: tanto los ángeles de la torre izquierda como las tres figuras del registro superior portaban filacterias con inscripciones que no llegaron a pintarse, y el rollo del personaje que aparece arrodillado tras el sumo sacerdote llevaba falsas letras hebreas por ambas caras. Pliegues y sombras eran también en muchos casos más detallados en el dibujo previo; y en el diseño arquitectónico, el tapiz tras la figura de Dios tenía una forma curva con la que se creaba tras su imagen una apariencia perspectiva más real.
La pintura es una ilustración del último capítulo del Apocalipsis —«Después me mostró un río limpio de agua de vida, resplandeciente como cristal, que salía del trono de Dios y del Cordero», Apocalipsis 22, 1— y presenta con un punto de vista medieval la centralidad de la Eucaristía para la Iglesia católica, pero recurriendo, según la interpretación más generalizada, al antijudaísmo, común en Europa en la Baja Edad Media, aunque no faltan las interpretaciones que ponen en relación el encargo y el «origen intelectual» de la pintura con el ambiente judeoconverso de Castilla y, en concreto, con las figuras de Alonso de Cartagena o de su padre, el rabino de Burgos Salomón Halevi, luego obispo de Cartagena con el nombre de Pablo de Santa María.
De ella se conocen además dos copias tardías, una anónima en la catedral de Segovia, de 1560, y la segunda, de hacia 1592, firmada por Cristóbal de Velasco, en el Allen Memorial Art Museum de Oberlin (Ohio).

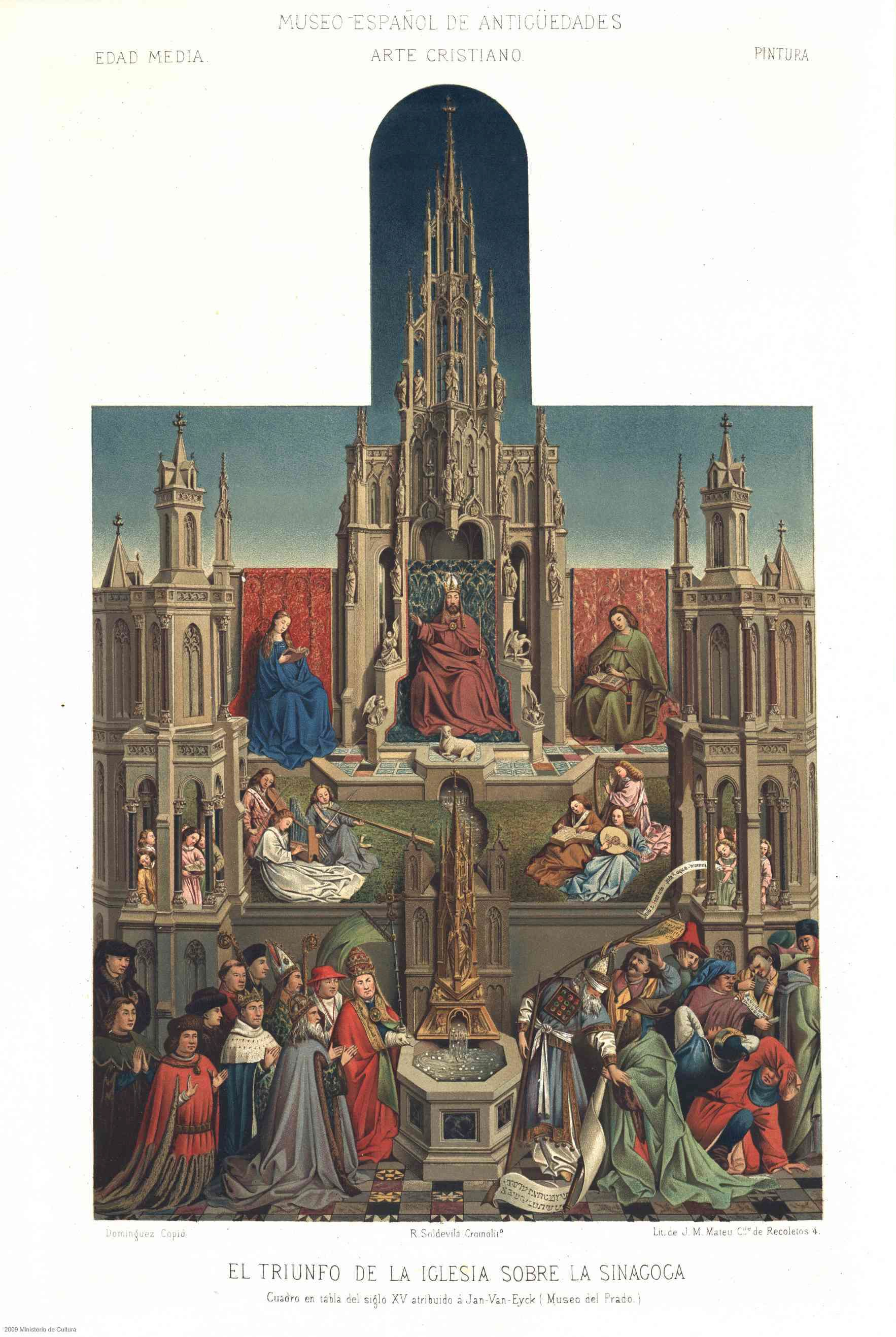
Cromolitografía de Ramón Soldevila. Ilustración del artículo de Pedro de Madrazo, «El triunfo de la Iglesia sobre la Sinagoga. Cuadro en tabla del siglo XV atribuido a Jan Van Eyck (Museo del Prado)», Museo Español de Antigüedades, t. IV, Madrid, 1875.

## Historia
En el libro becerro del monasterio jerónimo de El Parral en Segovia, lugar al que fue donada por el rey Enrique IV de Castilla, su fundador, se lee:

otrossí dio el dicho señor Rey un retablo rico de pinsel de Flandes que tiene la ystoria de la dedicación de la iglesia.

La anotación en el libro becerro, descubierta por Pedro de Madrazo en 1875, permitió deshacer la confusión que se había producido con la copia, ahora en Oberlin, mencionada por Antonio Ponz en su Viage de España en la catedral de Palencia, pero deja sin dar respuesta al momento de su llegada a España y al problema del origen del encargo al taller flamenco, que se ha atribuido al mismo Enrique IV y con destino a su fundación monástica, o a su padre, Juan II, y en relación con el viaje en misión diplomática de Jan van Eyck a la península ibérica. Otra posibilidad es que en el encargo interviniese el obispo de Burgos, el judeoconverso Alonso de Cartagena, cuyo interés por la pintura flamenca se acredita por la presencia en su oratorio privado de una «verónica de Flandes», y que Enrique IV donase al monasterio del Parral —al mismo tiempo que la tabla de la Fuente de la Gracia— una pequeña «verónica de Flandes muy devota», tal vez la misma que había pertenecido al obispo de Burgos y que pudiera ser la Vera effigies de Cristo ahora en la Gemäldegalerie de Berlín, copia de un original perdido de Jan van Eyck.
El primero en ocuparse de La Fuente de la Gracia tras su ingreso en el Museo de la Trinidad fue Johann David Passavant en 1853, en un artículo dedicado a la pintura flamenca en España, en el que atribuía la obra a Hubert van Eyck.
Su éxito fue inmediato y cuando en 1857 Joseph Archer Crowe y Giovanni Battista Cavalcaselle publicaron en Londres The early Flemish Painters: notices of their lives and works, uno de los primeros manuales dedicados a la pintura flamenca, la imagen elegida para la portada fue un grabado de la Fuente de la Gracia abierto por James David Cooper, y en la página de título se incluyeron los supuestos retratos de Hubert y Jan van Eyck tal como aparecían, según se creía, en la tabla del Prado, pues la tenían por «la más noble de las pinturas de Jan van Eyck». Dos años después J. Laurent tomó la primera fotografía que se hacía de ella y, probablemente, la primera fotografía tomada de un cuadro que se hacía en España, utilizada en 1860 para un segundo grabado abierto por Herman Walde con destino a una publicación alemana. Ya en 1875, poco después de su ingreso en el Museo del Prado, Pedro de Madrazo publicó su detenido estudio de la obra precedido de una cromolitografía de buen tamaño de Ramón Soldevila y Trepat, ofreciendo de este modo la primera imagen en color de la tabla. Para Madrazo se trataba de la gran obra de Jan van Eyck en España, pero no ignoraba el debate sobre su autoría que para entonces ya estaba abierto y aportaba algún dato documental de capital importancia para su estudio.

## Fecha de ejecución
Es objeto de debate. Algunos autores la han datado en la década de los años 1430 en función de a quién consideren ser su autor y basándose en criterios iconográficos, puesto que identifican a varios de los personajes representados con los líderes de la política y de la iglesia de aquellos años, al tiempo que advierten similitudes con el Políptico del cordero místico, que fue terminado en 1432. 
Por otra parte, se ha identificado el collar de uno de los personajes de la parte inferior de la obra como perteneciente a la orden del Knostigen Stock o del Bastón nudoso. Esa orden fue sustituida en 1430 por la del Toisón de Oro, lo que constituiría un argumento a favor de la datación temprana.
La opinión mayoritaria, al contrario, retrasa la ejecución a la década de 1440, tras la muerte de Jan van Eyck (1441) y sugiere que el autor de la obra debió de ser algún seguidor que podría haber pasado algún tiempo en el taller del maestro aunque formado en el Bajo Rin como indicarían varios de sus modelos figurativos.

## Atribución
La obra se ha puesto en relación con el viaje que realizó Jan van Eyck por la península ibérica en 1428 y ya desde el siglo XIX los estudiosos advirtieron las semejanzas con el Políptico del cordero místico por lo que hubo quienes atribuyeron el óleo a Jan van Eyck o a su hermano Hubert, pero algunas consideraciones sobre el uso del color y otros aspectos pictóricos de la obra, carentes del nivel de calidad perceptible en las obras seguras de ambos maestros, dieron pie a cuestionar esa autoría también en fecha temprana y a que autores como Otto Pächt en 1959 y Volker Herzner en 1995, defendieran la hipótesis de que la tabla del Prado era copia de un original perdido de Jan van Eyck encargada por Enrique IV para El Parral, hipótesis que ha quedado descartada con el análisis radiográfico de la tabla, por los múltiples cambios que se advierten en el dibujo subyacente.
El propio Herzner, tras aceptar los resultados de esos estudios técnicos, sugirió en 2011 que la tabla pudo haber sido pintada por el taller de Jan van Eyck durante el viaje de este a la península ibérica y a partir de un diseño del maestro, anterior por tanto al Políptico de Gante. De igual opinión, también en cuanto a la datación temprana, Pierre Colman defendió que el dibujo subyacente lo ejecutó Jan van Eyck y que el acabado era obra de su mejor discípulo. También y con anterioridad a ambos, Erwin Panofsky estimó que la Fuente de la vida, por razones iconográficas, en tanto que ilustración apocalíptica y dramatización naturalista del motivo altomedieval del debate entre la Iglesia triunfante y la Sinagoga vencida, debió de ser anterior a la cohorte de los bienaventurados presente en el políptico de Gante, juzgando que la tabla del Prado podía ser incluso preeyckiana, y una de las fuentes de las que se sirviera Van Eyck en la Adoración del cordero.
La teoría más difundida, con todo, considera la tabla madrileña como una creación del entorno de Jan van Eyck o de su taller y posterior al Políptico de Gante, con el que se relacionaría iconográficamente y del que depende en aspectos formales, aunque su autor se acercaría, más que al maestro mismo, al anónimo artista —quizá Petrus Christus— que concluyó la Virgen con el Niño y santa Bárbara, santa Isabel de Hungría y Jan de Vos de la Frick Collection, obra que se reconoce del taller de Jan van Eyck y se data hacia 1441, con la que comparte el dibujo del suelo de baldosas, derivado en ambos casos del que se encuentra en la Virgen del canónigo Van der Paele.
Pero la hipótesis principal, que sitúa la ejecución de la tabla en el taller de Van Eyck y en torno a 1440, no cierra otras opciones, como la que atribuye la autoría a Petrus Christus, llegado a Brujas poco después y con el que se relaciona la figura de la Virgen; que se trate del trabajo de un pintor formado en la tradición del Bajo Rin, puesto que se apoya en motivos figurativos de ese origen, o que el pintor se hubiese formado en el taller de los Van Eyck y sobre modelos conocidos en él, pero llevando a cabo su trabajo fuera del taller y con independencia de él. A la vista de las diferencias entre el dibujo previo y la superficie pictórica, entre otras razones, no cabe tampoco descartar la participación de más de un artista en su ejecución, una posibilidad que ya apuntaba Pedro Madrazo al considerar posible, con Alfred Michiels, la colaboración de Margarita van Eyck. La intervención de varias manos, una más cercana al altar de San Bavón en el tratamiento de las figuras divinas, y otra de probable origen renano, a la que corresponden los ángeles cantores y músicos, de las que se distinguiría el autor de los más naturalistas personajes del nivel inferior, es, para Pérez Preciado, una opción «muy probable».
La vinculación con el taller de los Van Eyck es notoria en muchos pequeños detalles, más que en la concepción general de la obra o en su interpretación iconográfica. En los diseños de los brocados y del pavimento se encuentran motivos empleados por Jan van Eyck en otras obras suyas, como la citada Virgen del canónigo Van der Paele, la Virgen del canciller Rolin del Louvre o en el propio políptico de Gante (baldosín con el acróstico de Dios), y los símbolos del pelícano y del ave fénix en la fuente son similares a los que se encuentran en el trono del Tríptico de la Virgen con san Miguel y santa Catalina de la Gemäldegalerie de Dresde. En los rostros de los personajes, principalmente en el grupo de los cristianos, se encuentran también semejanzas con obras del taller, como puede ser el retrato de Marco Barbarigo de la National Gallery de Londres, cuyo tratamiento de las cuencas de los ojos, la boca y el cuello se encuentra repetido en el hombre de negro del extremo izquierdo, sin que ello implique intención de identificar a la persona retratada.

## Estructura formal y motivos de la obra
Con una fuerte tendencia a la simetría, la obra se organiza a partir de un sofisticado edificio gótico que articula el espacio en tres sectores o partes jerárquicamente establecidas: superior, medio e inferior. 
- En el nivel superior se representa una arquitectura gótica a modo de templete o tabernáculo rematado por una esbelta aguja, con pináculos y arcos ojivales adornados con las estatuas fingidas de profetas, pintadas en grisalla imitando mármol, y el tetramorfos con los emblemas de los cuatro evangelistas en los brazos del trono, ocupado por Dios Padre, con un cordero a sus pies —el cordero del sacrificio, en el que cabe ver al mismo Cristo— bajo el que brota un río que lleva en sus aguas numerosas hostias. A ambos lados están la Virgen y san Juan Evangelista. La representación de Dios es similar a la del Políptico de Gante mientras la de la Virgen, en igual actitud, está cercana a modelos de Petrus Christus. El cordero también está relacionado con la obra de Gante, pero el san Juan Bautista de la Adoración del cordero místico, imagen propia de la iconografía bizantina de la déesis o mediación perfecta, ha sido sustituida por la de Juan el Evangelista, a quien se atribuye también la redacción del Apocalipsis, reforzando de este modo la interpretación apocalíptica que cabe encontrar en la tabla, a la vez que recuerda aquello que en el comienzo de su evangelio se pone en boca del Bautista: «He aquí el Cordero de Dios, que quita el pecado del mundo» (Juan I, 29). En uno de los baldosines del suelo se encuentra escrito el acrónimo hebreo «agla», que también aparece en el políptico de Gante, cuya traducción sería «Señor, Tú eres todopoderoso y eterno».[32]

- En el registro central, basamento del templete, sigue el curso del río atravesando un prado con plantas y flores, muchas de ellas minuciosamente pintadas y distinguibles.[33] A ambos lados se disponen cuatro grupos de ángeles sin alas —como en el políptico de Gante—,[34] dos grupos de seis ángeles cantores dentro de unas torres y otros dos de tres músicos cada uno sentados en el prado. Los instrumentos que hacen sonar: trompeta marina, órgano portátil, viola de arco, arpa, laúd y salterio, responden en su disposición a una característica propia de la pintura flamenca y que la distingue de las agrupaciones musicales de la pintura italiana, que es la regla de la «asimetría del contenido musical»; esto es: la disposición en dos grupos no idénticos en cuanto a su reparto instrumental, en cierta correspondencia con los usos musicales de la corte de Brujas.[35][36] Uno de los ángeles cantores lleva una filacteria con la única inscripción que resulta legible en la tabla, tomada del Cantar de los Cantares IV, 15: Can. 4. Fons ortorum puteus aquarum vivencium [fuente de los huertos, pozo de aguas vivas].[37]

- En la parte inferior, el río va a parar a un pozo octogonal sobre el que vierte el agua eucarística una fuente o custodia dorada al modo de un pináculo gótico, en el que están representados tres ángeles, un pelícano y un ave Fénix, símbolos de la Eucaristía y del triunfo sobre la muerte de Jesús de Nazaret.

En este último nivel, fuera de la Jerusalén celestial cuyos límites marcan las torres laterales, hay dos grupos de personas a ambos lados: el cristianismo a la derecha de Dios (izquierda del espectador), y el judaísmo en el lado opuesto.
Representando a la Iglesia, un papa, un cardenal, un obispo, un abad, un teólogo, un rey, un emperador y cuatro personajes más. Se ha tratado de identificarlos como retratos de personas reales, identificaciones que dependen de la fecha que se admita para la datación de la pintura y de su relación con España, por haber sido pintada durante el viaje de Van Eyck a la península o por tratarse de un encargo hecho para ella. Así, el papa sería Martín V o Eugenio IV; el obispo quizá sea Juan Vázquez de Cepeda y Tordesillas, obispo de Segovia, o Alonso de Cartagena; el teólogo podría ser Juan de Segovia; el emperador, Segismundo de Luxemburgo; el rey, Juan II de Castilla o Enrique IV. Los tres hombres de la izquierda, que están vestidos a la moda de Borgoña y que por su posición preeminente serían los comitentes, Chandler R. Post los identificó con Felipe el Temerario, Juan Sin Miedo y Felipe el Bueno, que fueron duques de Borgoña, tras haberse querido ver en ellos a Hubert y Jan van Eyck basándose en los supuestos autorretratos de la tabla del Cordero místico, o, según otra propuesta tres  miembros de la embajada borgoñona a la  península ibérica de 1428, donde Jehan de Roubaix sería el personaje de rojo, o bien Luis II de Borbón.

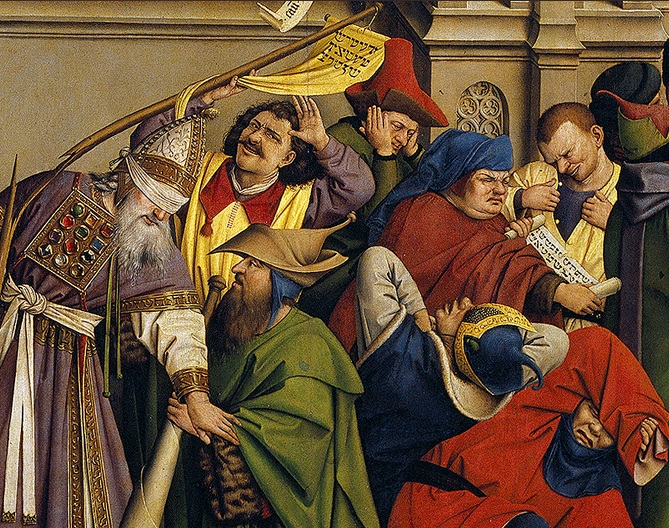
Taller de Jan van Eyck, La Fuente de la Gracia, detalle del grupo de los judíos.

A la izquierda de Dios (derecha del espectador), representando a la Sinagoga, aparecen once personajes encabezados por el sumo sacerdote de Israel vistiendo el efod y con el racional, los ojos vendados, volviendo la cabeza y tambaleante, pero agarrando aún el estandarte quebrado y buscando apoyo en un personaje arrodillado junto a él. Este, que podría representar a un escriba, deja caer por el suelo una larga banderola con una inscripción en caracteres pseudohebreos, como los que aparecen en el estandarte quebrado; tras él un personaje vestido de amarillo agarra el estandarte roto que se le viene encima en tanto otros personajes, caracterizados como judíos, se tapan los oídos o se cubren los ojos, algunos caen al suelo como derribados por el rayo, se rasgan las vestiduras o, dando la espalda a la fuente de la Gracia, consultan el rollo de la ley con sus letras hebreas inventadas, simbolizando todo ello la no percepción de la luz del cristianismo.
En términos de composición y expresividad, la pintura establece un contraste alegórico y teológico —dicotómico y antinómico— entre ambos grupos: la figura del papa es presentada como antitética a la del sumo sacerdote. En este sentido, la tabla del Prado cuenta con algunos precedentes en la pintura del Bajo Rin, habiéndose señalado a ese respecto el dibujo de un grupo de judíos, boceto quizá para una pintura mayor (Leipzig, Museum der bildenden Künste) y el llamado Cristo en la cruz viviente (Chicago, Art Institute) que debió de ser pintado en Colonia hacia 1420. Y, para la figura del sumo sacerdote con los ojos vendados, una de las miniaturas de un códice ilustrado de las Postillae litteralis de Nicolás de Lira.
En la representación del sumo sacerdote o archisinagogo, según señala Felipe Pereda, el artista hizo un cuidadoso ejercicio de interpretación de las vestiduras litúrgicas según se prescriben en el libro del Éxodo, yendo incluso más allá, en cuanto a precisión, de lo que pudo encontrar en las ilustraciones a los comentarios de Nicolás de Lira, seleccionando cuidadosamente los pigmentos para obtener el color violeta del efod del que cuelgan las campanillas de oro y granadas (Ex. 39, 22-24) a la vez que esforzándose en distinguir las doce piedras engastadas en cuatro filas en el pectoral de oro y lino (Ex. 39, 9-13). Ese conocimiento de las escrituras que demuestra el pintor y su esfuerzo por interpretar literalmente el vestuario del sumo sacerdote, lleva a Felipe Pereda a explicar los ininteligibles textos hebreos no como resultado de una supuesta incapacidad para reproducir las letras del alfabeto hebreo, sino como una deformación voluntaria en la que encuentra la «clave misma de la pintura»:

Al mostrar a los judíos cargando con textos que no pueden leerse, el pintor atribuye su ilegibilidad a los judíos mismos [...] son ellos los que no aciertan a entender su sentido. En otras palabras, los judíos custodian la Biblia hebrea, pero lo cierto es que no pueden o no han sabido leerla. En consecuencia, y esto es tal vez lo más importante ahora, la interpretación «literal» de las vestiduras del archisinagogo no es un ejercicio gratuito de erudición bíblica. Muy al contrario, se trata de una demostración pictórica de la pura literalidad de la lectura histórica de la Escritura que ciega a los judíos.

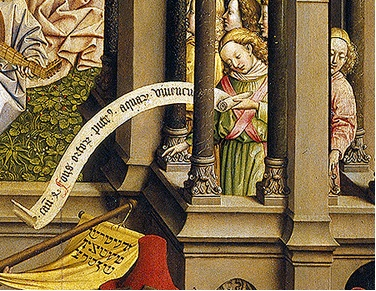
Taller de Jan van Eyck, La Fuente de la Gracia, detalle.

Al contrario, el único texto latino, tomado del Catar de los Cantares, es perfectamente legible, pero su exégesis correcta, la que explica el poema de Salomón como una prefiguración del amor de Cristo a su iglesia, requiere una interpretación alegórica y no literal, como la que emana del nivel superior, el de la Jerusalén celestial.

## Contexto histórico e interpretación

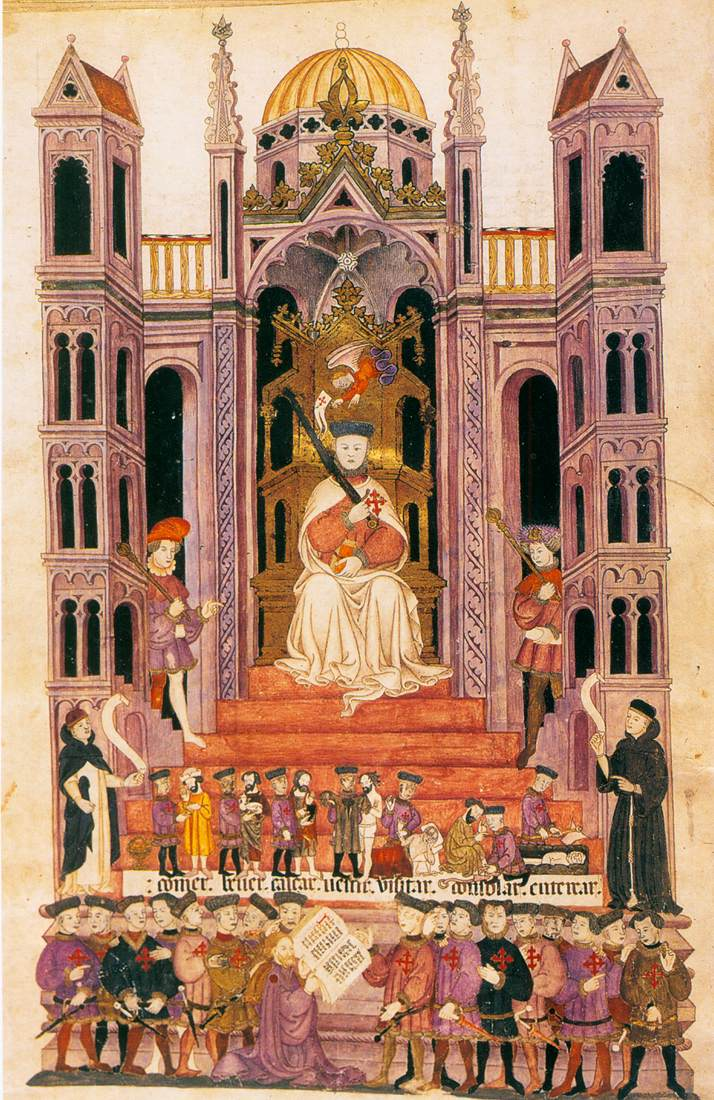
Moses Arragel, Biblia del Maestre de Calatrava, 1430, manuscrito sobre pergamino iluminado. Madrid, Biblioteca del Palacio de Liria, Fundación Casa de Alba.

En la Baja Edad Media las tensiones entre cristianos y judíos a nivel teológico se esperaba que fuesen resueltas a través de debates interreligiosos conocidos como disputas teológicas. Tales debates enfrentaban no solo a teólogos cristianos y eruditos judíos, sino también a cristianos nuevos y rabinos.
Un asunto de gran importancia para la Iglesia católica era custodiar y reafirmar la fe en la Eucaristía como manifestación de la naturaleza mesiánica y redentora de Cristo. Sin embargo, históricamente, ello fue acompañado de persecuciones y masacres, así como también de la conversión al catolicismo de numerosas comunidades judías en masa y por la fuerza del siglo XI en adelante.
La revuelta antijudía de 1391, extendida a gran parte de España, junto con las sucesivas conversiones forzadas al cristianismo, dieron paso a un estado de recelo por parte de las comunidades de cristianos viejos y persistente sospecha frente a los nuevos cristianos, independientemente de que hubiesen abrazado el cristianismo tan solo en apariencia o auténticamente, desde la fe.
Las intenciones últimas que sustentaron la imaginería visual y las disputas del medievo, no serían solo resultado de desencuentros teológicos, sino que es posible que diferentes aspiraciones de poder tanto político como eclesiástico hayan agravado las tensiones que ya de por sí eran importantes entre ambas comunidades. Por tal motivo, todo aquello que pudo haber sido tema de debate, sostiene Nirenberg, se expresa en la tabla del Prado en términos de ansiedad estética, es decir, en un tipo de obra estilísticamente refinada e interreligiosamente tóxica. En ella estaría reflejado el deterioro en la convivencia entre las comunidades cristiana y judía en Europa. Dadas su forma y contenido, esta obra es netamente medieval e involucra, según Nierenberg, un imaginario cristiano reivindicativo frente al judaísmo, así como un vehículo de propaganda antijudía.
Según Akerman, La Fuente de la Gracia es un trabajo que tiene por fundamento reafirmar la fe del creyente católico en los dogmas de la eucaristía y la transubstanciación, aunque combinándolos en la tabla con la supuesta condición ruinosa del judaísmo (antiguo o contemporáneo), para postular la teoría del reemplazo y disuadir a través de esta última al converso en apariencia de su posible criptojudaísmo.
Para Fransen, el tema central de la Fuente de la Gracia es la Eucaristía; pero, a diferencia del Políptico de Gante, en la tabla del Prado «los judíos están representados de una forma extremadamente negativa». Siguiendo a Dequeker, Fransen encuentra en el Políptico de Gante representados a los judíos de «una forma completamente distinta, incluidos en armonía en la gran comunidad de todos los santos, en adoración del Cordero místico y a la izquierda, que es la derecha divina». Pero Luc Dequeker estima que el Políptico del cordero místico pudo ser un encargo de la «nación española» de mercaderes establecidos en Brujas y encuentra su fuente de inspiración en los escritos de Pablo de Santa María, que, sin embargo, en opinión de Dequeker, no se habrían visto reflejados en La Fuente de la Gracia, con su carga antijudía, aunque en la figura del obispo aquí representado ve un retrato de su hijo, el obispo de Burgos Alonso de Cartagena, con su mismo pensamiento proconverso.
Entre los primeros en plantear una relación entre el fenómeno judeoconverso en Castilla y el óleo del Prado, Elías Tormo, viendo en la figura del judío arrodillado tras el archisinagogo la imagen de un converso, pensó que pudiera hacer referencia a alguna conversión concreta, recordando a ese respecto:

Entre otros muchos sapientísimos y doctos rabinos, baste recordar al Obispo de Cartagena y de Burgos D. Pablo de Santa María, Mecenas de las Artes Castellanas, en la Sinagoga antes Selemoh Ha Levi. Conversos fueron también sus hijos, los Cartagenas, crecidos en las Aljamas, que ocuparon también varias sillas episcopales. Cuando el viaje de Van Eyck por España era ya D. Pablo obispo de Burgos, su patria, había estado encargado de la educación de Juan II (joven de 24 años a la sazón) y había sido elevado a la alta dignidad secular de Canciller de Castilla; si como maestro había escrito las poéticas Edades trovadas, como polemista católico había publicado el Scrutinium scriptorarum razonando sapientísimamente la verdad cristiana contra la ceguedad de sus antiguos correligionarios.

Si La Fuente de la Gracia fue pintada en respuesta a un encargo procedente de Castilla, como muchos autores han considerado probable, Alonso de Cartagena podría ser, precisamente, el nexo de unión entre el taller flamenco en el que se produjo la pintura y la Corona de Castilla, además de su mentor intelectual. Converso en 1390, miembro del Consejo Real de Castilla y de la corte de Juan II, de 1434 a 1439 formó parte de la delegación castellana asistente al Concilio de Basilea. En Florencia, en 1435, visitó al papa Eugenio IV que le hizo en ese momento obispo de Burgos en sustitución de su padre. En 1439 visitó al emperador Alberto II, para recabar su apoyo al papa Eugenio IV, y de vuelta a España para ocuparse de su diócesis pasó por Flandes. A su impulso se deben las agujas caladas de la fachada oeste de la catedral de Burgos, obra de Juan de Colonia, que tanto recuerdan a la aguja añadida a la tabla de La Fuente de la Gracia. Su pensamiento acerca del fenómeno converso lo dejó expuesto en el Defensorium unitatis Christianae, escrito en 1449, con el que respondía a la sentencia anticonversa y antijudía de Pedro Sarmiento, con su primer estatuto de limpieza de sangre. Su idea central es que establecer diferencias entre cristianos es contrario a la unidad espiritual —el cuerpo místico— y en consecuencia es herejía, al tiempo que defendía la validez del Antiguo Testamento, pues el mensaje evangélico no se entiende sin la doctrina que enseña la ley mosaica, como quedaría expresado en la tabla del Prado en el pináculo sobre la figura de Dios, con los dieciocho profetas veterotestamentarios sobre los cuatro símbolos de los Evangelios. La idea, pues, sería la misma que la expresada en la bula dictada por el papa Eugenio IV a instancias de Cartagena en 1436, en defensa de los judíos de la Corona de Castilla, que comenzaba:

La sacrosanta Iglesia, en nombre de Jesucristo, consiente que los judíos establecidos en diferentes partes del mundo persistan en su insensibilidad y su ceguera, aun cuando ignoran las palabras de los profetas y los arcanos de las Sagradas Escrituras, pese a conocerlas; sin embargo, como solicitan nuestra protección y nuestro favor en su crítica situación, nosotros no nos proponemos denegarles ni la benevolencia ni la clemencia de la piedad cristiana, de manera que, cuando se vean atraídos por la piedad reconozcan sus errores e iluminados por la suprema Gracia, finalmente avancen hacia la verdadera luz que es Cristo.

## Copias

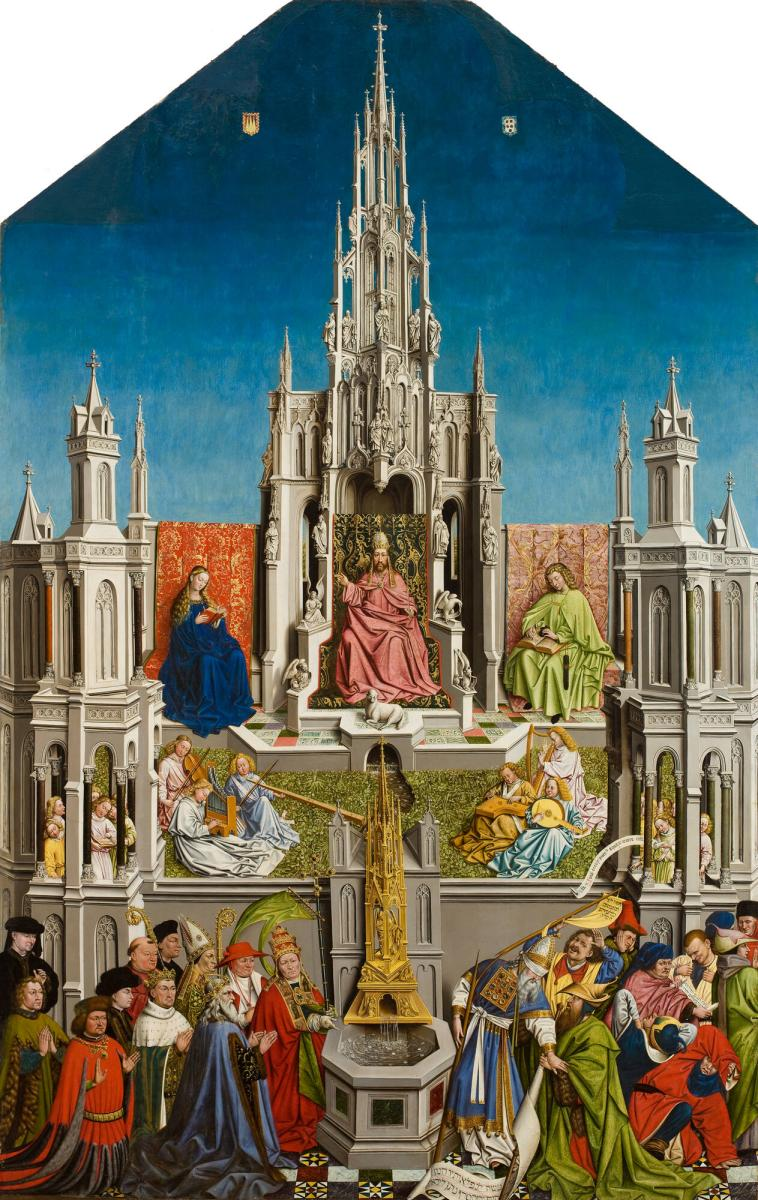
Cristóbal de Velasco, La fuente de la vida, óleo sobre tabla de pino, 185,5 x 115,5, cm. Oberlin, Allen Memorial Art Museum.

Existen dos copias antiguas de la Fuente de la Gracia realizadas respectivamente hacia 1560 y 1592. La primera copia, que está fechada en 1560 y se considera de inferior calidad a la de 1592, se encuentra en el claustro de la catedral de Segovia. En ella su autor copió fielmente del original los caracteres pseudohebreos y en el marco incluyó dos textos veterotestamentarios en latín, que probablemente se encontrasen también en el marco original, no conservado, y que abundan en el contenido antijudaico: bajo el grupo de los cristianos la inscripción dice: «Aput te est fons vite» [pues en ti está la fuente de la vida] (Salmos 36,10), y bajo el de los judíos: «Dereli[n] querunt fonten aque vive» [Me han abandonado a mí, a la fuente de agua viva] (Jeremías 2,13).
Una segunda copia se encontraba en la capilla de San Jerónimo, en la catedral de Palencia, y, tras ser confiscada por los franceses durante la Guerra de la Independencia Española en 1813, pasó al mercado de arte. Actualmente se encuentra en el Museo de Arte Allen Memorial de Oberlin (Estados Unidos). Este trabajo presenta dos escudos de armas en la parte superior que se han identificado como pertenecientes a las familias Girón y Loaysa, además de una inscripción que designa a quien realizó la copia: "B[EL]ASCO". Estos datos han conducido a atribuir su autoría a Cristóbal de Velasco, quien la realizó por encargo de García Loaysa y Girón hacia 1592. Aunque Velasco está documentado en el Parral, donde pudo copiar directamente la tabla a partir del original, llama la atención que en su copia substituyese las inscripciones ilegibles por textos hebreos legibles, aunque, según Fransen, el contenido de esos textos, «provenientes de los Salmos, no son relevantes para la iconografía de La Fuente de la Vida».
Ya en el siglo XIX, Castelaro, descubridor de la tabla en el monasterio del Parral, realizó en 1849 otra réplica, ahora en colección privada barcelonesa, haciendo constar en ella el alto aprecio en que tenía la obra, que juzgaba de «singularísimo mérito» y obra de Jan van Eyck; y en 1882 el Estado belga encargó otra más a Franz Meerts con destino al museo de copias artísticas de las principales obras de esa procedencia localizadas fuera del país, copia que Meerts realizó al año siguiente en las salas del Museo del Prado y ahora se encuentra en los Museos Reales de Bellas Artes de Bélgica.